# Bollettino della Deputazione di Storia patria per l’Umbria
Der Bollettino della Deputazione di Storia patria per l’Umbria ist eine historische Fachzeitschrift, die sich vorrangig mit der Geschichte Umbriens in Mittelitalien befasst. Er erscheint seit 1895, bis zur Abschaffung der Monarchie im Jahr 1946 unter dem Namen Bollettino della Regia Deputazione di Storia patria per l’Umbria, da er von der Königlichen Deputation für vaterländische Geschichte für Umbrien herausgegeben wurde. 2018 erschien Band 115.